# James Martin (informatico)
James Martin (Ashby-de-la-Zouch, 19 ottobre 1933 – Bermuda, 24 giugno 2013) è stato un informatico inglese.

## Biografia
Conosciuto per i suoi saggi sugli sviluppi del progresso tecnologico, con il suo "Manifesto" (An Information Systems Manifesto) evidenziò i difetti insiti in un'informatica gestita dal solo personale tecnico specializzato dell'azienda, ritenendo che l'alta direzione dovesse interessarsi direttamente delle tecnologie informatiche viste come risorsa strategica d'impresa; enumerò e analizzò i difetti delle metodologie di sviluppo del software di allora, ponendo le basi del "software per produrre software". Fu il fondatore del Computer Aided Software Engineering (Case) e del Rapid Application Development (Rad).

## Pubblicazioni
- Rapid Application Development, Macmillan Coll Div, ISBN 0-02-376775-8
- La dinamica dell'informazione (An Information Systems Manifesto), IPSOA, ISBN 88-217-0125-5
- The Wired Society: A Challenge for Tomorrow